# Рт Принц од Велса
Рт Принц од Велса (енгл. Cape Prince of Wales) је најзападнија континентална тачка Аљаске и Северне Америке. Налази се на 65°35‘ СГШ и 168°05‘ ЗГД. Смештен је на полуострву Сјуард и представља границу између Тихог и Северног леденог океана.